# Onosma hypoleucum
Onosma hypoleucum är en strävbladig växtart som beskrevs av Ivan Murray Johnston. Onosma hypoleucum ingår i släktet Onosma och familjen strävbladiga växter. Inga underarter finns listade i Catalogue of Life.